# Sam Minaie
Sam P. Minaie (* 1983 in Reno, Nevada) ist ein US-amerikanischer Jazzmusiker (Kontrabass, auch Cello).

## Leben und Wirken
Sam Minaie, der aus einer iranischen Einwandererfamilie stammt, begann mit acht Jahren Klavier zu lernen. Mit 14 wechselte er zum E-Bass und Kontrabass. Er erhielt mehrere Auszeichnung im Bereich der klassischen Musik und arbeitete im Raum Reno/Tahoe als professioneller Musiker; erste Aufnahmen im Jazz entstanden 2002 mit dem Reno Jazz Orchestra (Bach to Blues). Mit einem Stipendium studierte er an der University of Nevada, Reno Musik und erwarb den Bachelor in klassischer und Jazz Performance. Anschließend zog er nach Los Angeles, wo er sein Studium am California Institute of the Arts fortsetzte. Am CalArts hatte er Unterricht bei Charlie Haden und dem afrikanischen Ewe-Trommler Alfred Ladzekpo.
In Los Angeles arbeitete Minaie mit Musikern wie Peter Epstein (Abstract Realism); 2009 zog er nach New York City. Dort spielte er u. a. mit Ralph Alessi, Ravi Coltrane, Tigran Hamasyan, Peter Apfelbaum, John Ellis, David Ake, Mark Ferber, Gary Versace, Joe LaBarbera, Roy McCurdy, Bob Sheppard, Brian Lynch, John Beasley, Tootie Heath, Sara Gazarek, Larry Koonse, Patti Austin, Butch Morris, Vinny Golia, Adam Benjamin, Ben Wendel, Tim Ries, Tim Hagans, Kenny Werner, Vince Mendoza, Patrick Williams. Außerdem konzertierte er in den Formationen New Century Players Ensemble, Alfred Ladzekpo's Ewe Ensemble, Lian Ensemble, im Bill Holman Orchestra und im Clayton/Hamilton Orchestra. Zudem betätigte er sich als Produzent, Toningenieur und Sessionmusiker am Cello; er war auch Tubist in Charlie Hadens Liberation Music Orchestra. In New York arbeitet Minaie mit dem Axis Trio (für das er auch komponiert). Unter eigenem Namen legte er das Album Heyo! vor. Im Bereich des Jazz war er zwischen 2002 und 2017 an 15 Aufnahmesessions beteiligt, u. a. auch mit Melody Gardot und Gavin Templeton. Mit dem Trio von Yaron Herman ist er auch in Europa zu hören. 2020 gehörte er dem Jean-Michel Pilc Trio an, 2024 zum Quintett von Phillip Golub.

## Diskographische Hinweise
- Quoan: Fine Dining (2017), mit Daniel Rosenboom, Brian Walsh, Mark Ferber